# Natalino Fossati
Natalino Fossati (Mandrogne, 23 giugno 1944) è un allenatore di calcio ed ex calciatore italiano, di ruolo terzino.

## Caratteristiche tecniche
Fu un terzino sinistro dinamico, valido sia in fase di copertura che negli sganciamenti in attacco, con una discreta propensione al gol. Questo grazie anche all'intenso lavoro su di lui operato da Nereo Rocco e in seguito da Edmondo Fabbri che ne valorizzò maggiormente l'attitudine offensiva.

## Carriera

### Giocatore
Mosse i primi passi calcistici nelle giovanili dell'Alessandria per poi passare al Torino.
La società granata per fargli fare esperienza lo diede in prestito al Genoa nella stagione 1963-1964, dove conobbe Luigi Meroni.
Dopo solo un anno di lontananza tornò a vestire la maglia granata per formare, dalla stagione 1965-1966, assieme a Fabrizio Poletti, una buona coppia di terzini. Con il Torino rimase fino al campionato 1973-1974 collezionando complessivamente 329 presenze (21 nelle coppe europee) e 19 gol.
Venne ceduto l'anno successivo alla Sampdoria, ed in maglia blucerchiata disputò poche partite creando non pochi malumori nella tifoseria, furibonda nei confronti dell'allora presidente Lolli Ghetti che ne aveva avallato l'acquisto cedendo in cambio il forte difensore Nello Santin. Proseguì quindi la carriera con formazioni piemontesi delle serie minori.
In carriera ha totalizzato complessivamente 286 presenze e 10 reti in Serie A.

### Allenatore
Appese le scarpe al chiodo, ha allenato diverse società (Alessandria, Pistoiese, Sant'Angelo, Aosta) riapprodando anche a Torino durante la gestione Massimo Vidulich in qualità di istruttore del settore giovanile.

## Palmarès

### Giocatore

#### Competizioni nazionali
- Coppa Italia: 2

Torino: 1967-1968, 1970-1971